# 多马里-巴龙库尔
多马里-巴龙库尔（法語：Dommary-Baroncourt，法語發音：[dɔmaʁi baʁɔ̃kuʁ]）是法国默兹省的一个市镇，属于凡尔登区。该市镇由村庄多马里（Dommary）、巴龙库尔（Baroncourt）和布利尼（Bouvigny）组成。

## 地理
多马里-巴龙库尔（49°17'9"N, 5°42'12"E）面积12.49 平方千米，位于法国大東部大區默兹省，该省份为法国西北部内陆省份，北与比利时接壤，西接马恩省和阿登省，南至上马恩省和孚日省，东临默尔特-摩泽尔省。
与多马里-巴龙库尔接壤的市镇（或旧市镇、城区）包括：阿夫莱维尔、布利尼、栋雷米拉卡讷、埃通、瓦夫尔地区鲁夫尔、斯潘库尔。

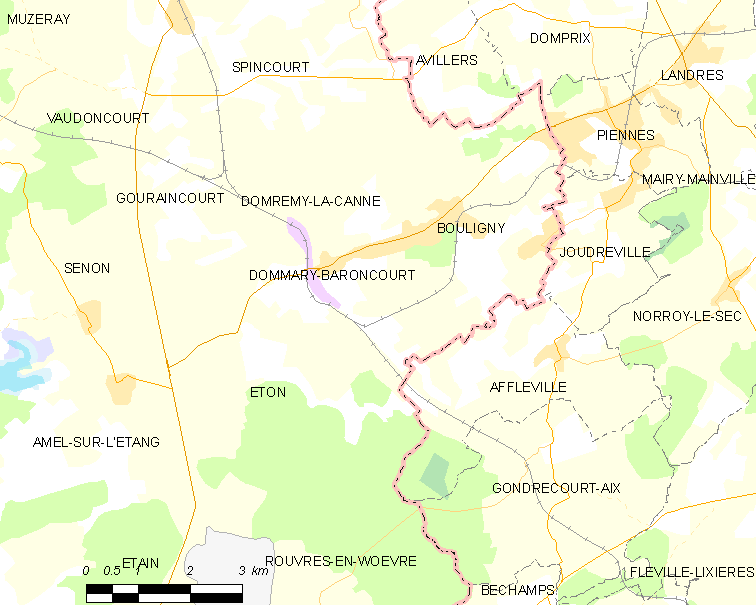
多马里-巴龙库尔的OSM定位图

多马里-巴龙库尔的时区为UTC+01:00、UTC+02:00（夏令时）。

## 行政
多马里-巴龙库尔的邮政编码为55240，INSEE市镇编码为55158。

## 政治
多马里-巴龙库尔所属的省级选区为布利尼县。

## 人口

1962-2008年间多马里-巴龙库尔人口变化图示

多马里-巴龙库尔于2022年1月1日时的人口数量为745人。